# إنكار مذبحة نانجنغ
إنكار الإبادة الجماعية

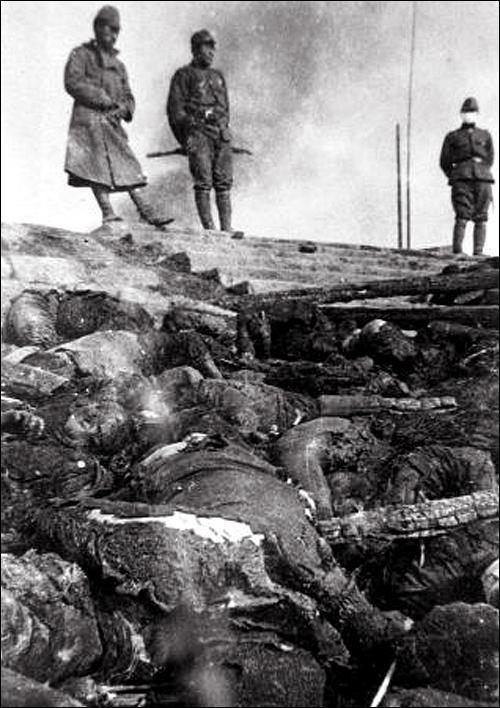
رغم المجازر التي تعرض الصينيون بيد القوات اليابانية عام 1937م إلا أن بعض اليابانيين أنكروا المذبحة.

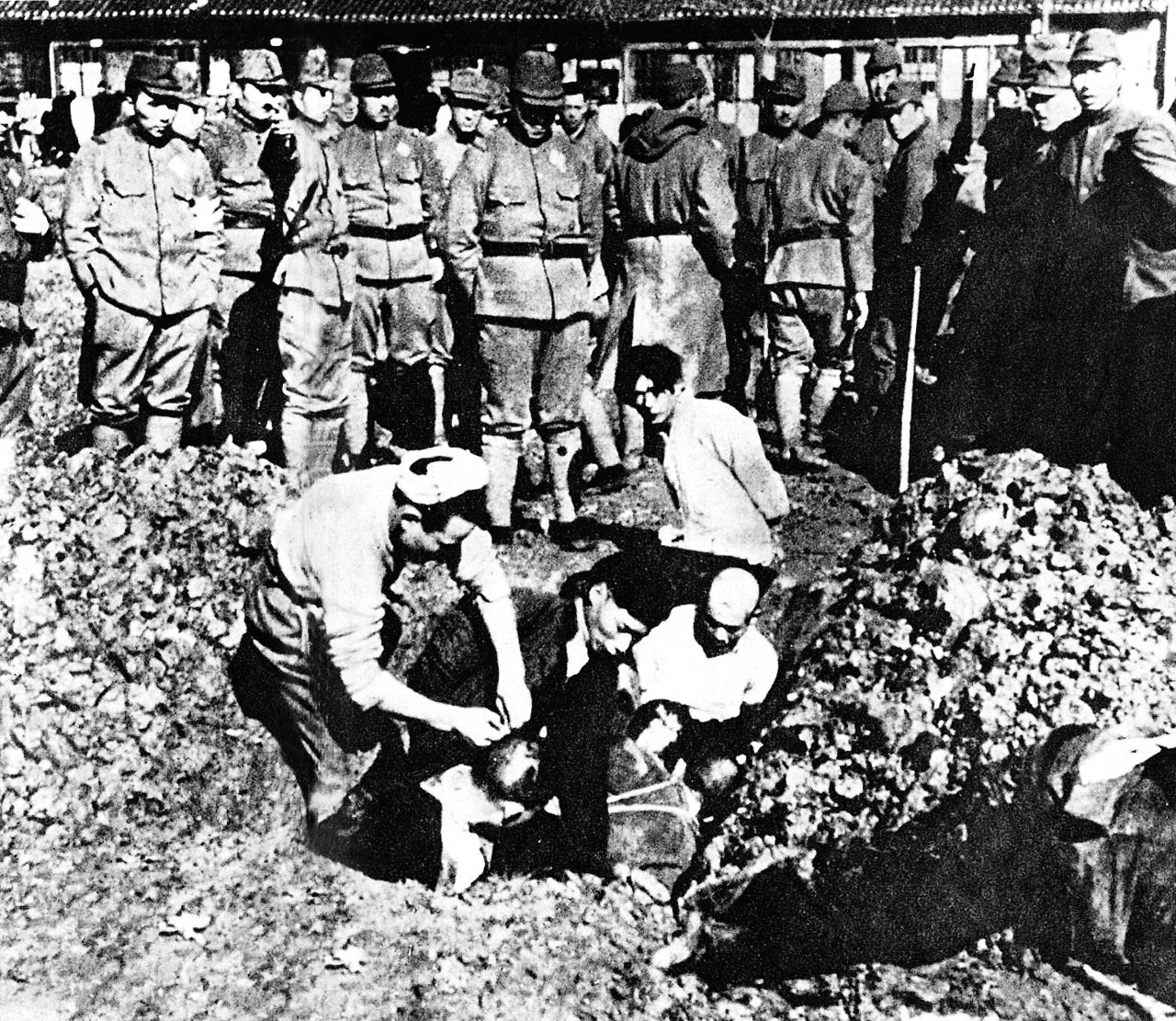
قيام العسكرية اليابنية بدفن الصينيين أحياء في مذبحة نانجينغ.

إنكار مذبحة نانجنغ (باليابانية: 南京大虐殺論争) (بالصينية: 关于南京大屠杀的争论) ، هي إنكار وتكذيب مجزرة نانجنغ والتي أرتكبها القوات اليابانية بحق الصينيين عام 1937م، وبدأت إنكار المذبحة في أوساط السياسيين من اليمين المتطرف باليابان.

## بعض الشخصيات منكري المجزرة
قال ناوكي هياكوتا أحد مدراء هيئة الإذاعة والتلفزيون اليابنية إن إتش كيه بأن مجزرة نانجينغ لم تكن واقعة حقيقية.
وقال عمدة مدينة ناغويا اليابانية كاوامورا تاكاشي خلال اجتماعه بوفد صيني من نانجينغ بأن مذبحة نانجينغ لم تحدث على الأرجح.

## استنكارات صينية ودولية
بعد أن أنكر مدير هيئة الإذاعة والتلفزيون اليابانية إن إتش كيه مذبحة نانجينغ، أعلن المؤرخون من الصينيين وبعض المجتمع الدولي بأن المذبحة لا يمكن إنكار الحقائق، وقال أستاذ التاريخ متعدد الثقافات بجامعة البورج بالدنمارك بن دورفان أن اغتصاب نانجينغ مكتوب في كتب التاريخ الدولية. وتحدث بن دورفان الذي يصدر في كتابين وهما كتاب «تاريخ العالم من القرن العشرين إلى الحادي والعشرين» وكتاب «تاريخ المجتمعات في العالم»، وطلب بن دورفان لطلبة الجامعة الجدد قراءتهما.
وقال تشو تشانغ شان أمين قاعة ذكرى مذبحة نانجينغ التذكارية: التاريخ هو التاريخ ولا يمكن تغييره، وأضاف تشو في حديثه بأن إنكار المحرقة يظهر اعتزام اليابان للتخلص من صورتها كدولة معتدية خلال الحرب العالمية الثانية، حيث أن الجيش الياباني اجتاحت نانجينغ بتاريخ 13 ديسمبر عام 1937م، وبعد الأسابيع الستة الماضية قامت بإحراق الممتلكات وإبادة 300 ألف صيني من المدنيين والعسكريين الغير مسلحين.
وأضاف تشانغ بقوله: أن المجتمع الدولي لديه المعلومات المحدودة عن هذه الأحداث، والتقارير الإعلامية المظللة تسببت في خلق البلبلة.
وقال سون تشاي وي من أكاديمية العلوم الاجتماعية في جيانغسو أن المحكمة العسكرية الجنائية للشرق الأقصى ومحكمة جرائم الحرب في نانجينغ أثبتت وقوع 300 ألف ضحية والعدد ليس موضوع شك.

## ندوات صينية للتذكير
أجرت الصين تحقيقات في المذبحة بعد الحرب العالمية الثانية، وما زال 200 شخص من الناجين للمحرقة أحياء اليوم، وتتابع الصين الشعبية نشر الحقائق بشأن المذبحة من خلال نشر الكتب والبرامج الوثائقية والأفلام مثل «مدينة الحياة والموت» و «زهور الحرب».
ويتمكن الصين الشعبية لوضع الندوات والمعارض الدولية لنشر واقعة ناجينغ وما وقع بها من مذبحة، وأقيمت القاعة التذكارية عام 1985م والتي شارك فيها المعارض الدولية كالولايات المتحدة وإيطاليا والاتحاد السوفيتي والفلبين.